# Staré Město (Jeruzalém)
Jeruzalémské Staré Město je starobylá část Jeruzaléma o rozloze zhruba 1 km², obklopená jeruzalémskými hradbami. Je rozděleno do čtyř čtvrtí: židovské, křesťanské, muslimské a arménské. Do Starého Města spadá také Chrámová hora a část hory Sijón.

## Historie

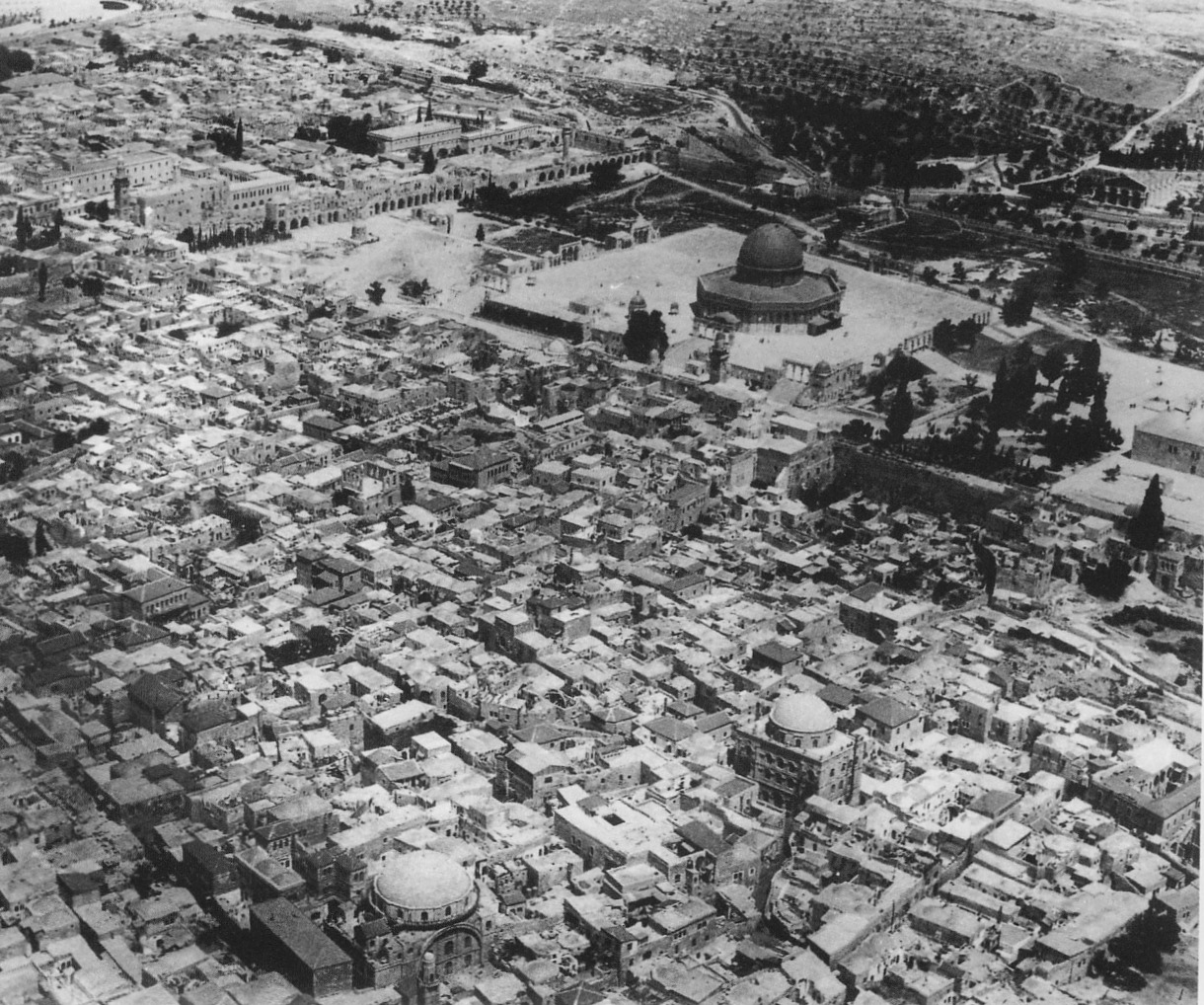
Staré Město na počátku 20. století

Proporce Starého Města a jeho dnes známé hranice mají své kořeny až v období Osmanské říše, ačkoli mnohá obvyklá místa pocházejí z mnohem starších dob. Až ke konci Osmanské říše, v druhé polovině 19. století, se začal Jeruzalém zvětšovat a rozšiřovat za hranice Starého Města do oblasti nazývané „Nové Město“, které dnes tvoří většinu města. Městská část uvnitř hradeb pak dostala jméno „Staré Město“.
V První arabsko-izraelské válce získalo kontrolu nad Starým Městem Jordánsko a veškeré židovské obyvatelstvo bylo z města evakuováno. Izrael ovládal jen západní část Nového Města.
Jordánská vláda pak pokračovala až do obsazení Západního břehu, který zahrnoval i východní Jeruzalém spolu se Starým Městem, izraelským vojskem v Šestidenní válce roku 1967. Jeruzalém tak byl sjednocen a uzákoněn jako hlavní město Izraele. OSN však tento zákon neuznalo a prohlásilo jej za okupační – toto prohlášení však izraelská vláda odmítá. Brzy započala také obnova židovské čtvrti ve Starém Městě.
V roce 1981 organizace UNESCO zapsalo Staré Město na seznam světového dědictví.

## Památky ve Starém Městě
- Jeruzalémské hradby
- Jeruzalémské brány
- Věž Davidova
- Zeď nářků
- Chrámová hora
- Skalní dóm
- Mešita Al-Aksá
- Omarova mešita
- Tržnice
- Synagoga Churva
- Bazilika Svatého hrobu
- Via Dolorosa